# هموطنان آمریکایی من
هموطنان آمریکایی من (انگلیسی: My Fellow Americans) فیلمی در ژانر زوج هنری و کمدی به کارگردانی پیتر سگال است که در سال ۱۹۹۶ منتشر شد.

## بازیگران
- جک لمون
- جیمز گارنر
- دن اکروید
- جان هرد
- ویلفورد بریملی
- لورن باکال
- سلا وارد
- اورت مک‌گیل
- برادلی وایتفورد
- جیمز ربهورن
- استر رول
- جف یاگر
- جک کهلر
- ادوین نیومن
- کونچتا فرل
- مایکل پنیا
- وین دووال
- مارگ هلگنبرگر